# Volitve v Evropski parlament 2024
Volitve v Evropski parlament 2024 so potekale med 6. in 9. junijem leta 2024 v vseh državah članicah Evropske Unije.
To so bile hkrati prve volitve v Evropski parlament po brexitu. Zaradi brexita je bilo januarja 2020 27 sedežev iz britanske delegacije razdeljenih drugim državam. Ostalih 46 sedežev je bilo ukinjenih, skupno število evropskih poslancev pa se je po tem zmanjšalo s 751 na 705, kolikor naj bi jih Evropska unija prvotno tudi volila na volitvah 2024.
Na plenarnem zasedanju dne 13. septembra 2023 pa so poslanci potrdili povečanje števila sedežev iz 705 na 720. Novih 15 sedežev so razdelili med 12 držav članic, med njimi je enega dobila tudi Slovenija. Po novem ima Slovenija tako v Evropskem parlamentu 9 predstavnikov oz. evroposlancev.
Volilna udeležba za Evropsko unijo je bila 51,05 %, najvišja od leta 1999. Najvišja udeležba je bila v Belgiji (89,01 %), najnižja pa na Hrvaškem (21,35 %). V Sloveniji je bila udeležba 41,80 %, kar je največ od vseh dotedanjih evropskih volitev v državi.

## Razpis volitev
Stalni predstavniki članic EU so se v sredini maja 2023 dogovorili o datumu volitev. Švedsko predsedstvo Sveta EU je sporočilo, da bodo potekale med četrtkom, 6. junijem in nedeljo, 9. junijem 2024.

## Rezultati

### Po političnih skupinah
| Conclusion of the European Council meeting - 51987066887.jpg | Nicola Procaccini, June 2023.jpg |

| BDK Karlsruhe Nov 2023 Terry Reintke 2 cropped.jpg | Speech of the Lead Candidates (47941849351).jpg |

| René Aust (2019).jpg | Stanisław Tyszka Sejm 2016a.jpg |

### Po državah
| Država      | Politične skupine | Politične skupine | Politične skupine | Politične skupine | Politične skupine | Politične skupine | Politične skupine | Politične skupine | Skupaj |  |    |
| Država      | EPP               | S&D               | ECR               | Renew             | ID                | G/EFA             | Levica            | Nepovezani        | Skupaj |  |    |
| ----------- | ----------------- | ----------------- | ----------------- | ----------------- | ----------------- | ----------------- | ----------------- | ----------------- | ------ |  | -- |
| Država      | Avstrija          | 5                 | 5                 |                   | 2                 | 6                 | 2                 |                   | Skupaj |  | 20 |
| Belgija     | 3                 | 4                 | 3                 | 5                 | 3                 | 2                 | 2                 |                   | 22     |  |    |
| Bolgarija   | 6                 | 2                 | 1                 | 5                 |                   |                   |                   | 5                 | 17     |  |    |
| Ciper       | 2                 | 1                 | 1                 |                   |                   |                   | 1                 | 1                 | 6      |  |    |
| Češka       | 5                 |                   | 3                 |                   | 1                 | 1                 | 1                 | 10                | 21     |  |    |
| Danska      | 2                 | 3                 | 1                 | 4                 | 1                 | 3                 | 1                 |                   | 15     |  |    |
| Estonija    | 2                 | 2                 |                   | 2                 | 1                 |                   |                   |                   | 7      |  |    |
| Finska      | 4                 | 2                 | 1                 | 3                 |                   | 2                 | 3                 |                   | 15     |  |    |
| Francija    | 6                 | 13                | 4                 | 13                | 30                | 5                 | 9                 | 1                 | 81     |  |    |
| Grčija      | 7                 | 3                 | 2                 |                   |                   |                   | 4                 | 5                 | 21     |  |    |
| Hrvaška     | 6                 | 4                 | 1                 |                   |                   | 1                 |                   |                   | 12     |  |    |
| Irska       | 4                 | 1                 |                   | 4                 |                   |                   | 3                 | 2                 | 14     |  |    |
| Italija     | 9                 | 21                | 24                |                   | 8                 | 4                 | 2                 | 8                 | 76     |  |    |
| Latvija     | 2                 | 1                 | 3                 | 1                 |                   | 1                 |                   | 1                 | 9      |  |    |
| Litva       | 3                 | 2                 | 2                 | 2                 |                   | 1                 |                   | 1                 | 11     |  |    |
| Luksemburg  | 2                 | 1                 | 1                 | 1                 |                   | 1                 |                   |                   | 6      |  |    |
| Madžarska   | 7                 | 2                 |                   |                   |                   |                   |                   | 12                | 21     |  |    |
| Malta       | 3                 | 3                 |                   |                   |                   |                   |                   |                   | 6      |  |    |
| Nemčija     | 30                | 14                |                   | 8                 |                   | 16                | 4                 | 24                | 96     |  |    |
| Nizozemska  | 6                 | 4                 | 1                 | 7                 | 6                 | 6                 | 1                 |                   | 31     |  |    |
| Poljska     | 23                | 3                 | 20                | 1                 |                   |                   |                   | 6                 | 53     |  |    |
| Portugalska | 7                 | 8                 |                   | 2                 | 2                 |                   | 1                 |                   | 21     |  |    |
| Romunija    | 10                | 11                | 6                 | 3                 |                   | 1                 |                   | 2                 | 33     |  |    |
| Slovaška    | 1                 |                   |                   | 6                 |                   |                   |                   | 8                 | 15     |  |    |
| Slovenija   | 5                 | 1                 |                   | 2                 |                   | 1                 |                   |                   | 9      |  |    |
| Španija     | 22                | 20                | 6                 | 1                 |                   | 4                 | 4                 | 4                 | 61     |  |    |
| Švedska     | 5                 | 5                 | 3                 | 3                 |                   | 3                 | 2                 |                   | 21     |  |    |

## Volilni sistem
| Država članica | Datum volitev | Volilna starost | Obvezno glasovanje | Glasovanje odsotnih      | Starost za kandidiranje | Volilni prag | Sedežev  | Sedežev  |
| Država članica | Datum volitev | Volilna starost | Obvezno glasovanje | Glasovanje odsotnih      | Starost za kandidiranje | Volilni prag | 2019     | 2024     |
| -------------- | ------------- | --------------- | ------------------ | ------------------------ | ----------------------- | ------------ | -------- | -------- |
| Avstrija       | 9. junij      | 16              | Ne                 | Po pošti                 | 18                      | 4%           | 19 / 705 | 20 / 720 |
| Belgija        | 9. junij      | 16              | Da                 | Po pošti Po pooblaščencu | 21                      | 5%           | 21 / 705 | 22 / 720 |
| Bolgarija      | 9. junij      | 18              | Da                 | —                        | 21                      | 5,9%         | 17 / 705 | 17 / 720 |
| Ciper          | 9. junij      | 18              | Ne                 | —                        | 21                      | 1,8%         | 6 / 705  | 6 / 720  |
| Češka          | 7.–8. junij   | 18              | Ne                 | —                        | 21                      | 5%           | 21 / 705 | 21 / 720 |
| Danska         | 9. junij      | 18              | Ne                 | Po pošti                 | 18                      | —            | 14 / 705 | 15 / 720 |
| Estonija       | 9. junij      | 18              | Ne                 | Po pošti Po spletu       | 21                      | —            | 7 / 705  | 7 / 720  |
| Finska         | 9. junij      | 18              | Ne                 | Po pošti                 | 18                      | —            | 14 / 705 | 15 / 720 |
| Francija       | 9. junij      | 18              | Ne                 | Po pooblaščencu          | 18                      | 5%           | 79 / 705 | 81 / 720 |
| Grčija         | 9. junij      | 17              | Da                 | —                        | 25                      | 3%           | 21 / 705 | 21 / 720 |
| Hrvaška        | 9. junij      | 18              | Ne                 | —                        | 18                      | 5%           | 12 / 705 | 12 / 720 |
| Irska          | 7. junij      | 18              | Ne                 | —                        | 21                      | N/A          | 13 / 705 | 14 / 720 |
| Italija        | 9. junij      | 18              | Ne                 | —                        | 25                      | 4%           | 76 / 705 | 76 / 720 |
| Latvija        | 8. junij      | 18              | Ne                 | Po pošti                 | 21                      | 5%           | 8 / 705  | 9 / 720  |
| Litva          | 9. junij      | 18              | Ne                 | Po pošti                 | 21                      | 5%           | 11 / 705 | 11 / 720 |
| Luksemburg     | 9. junij      | 18              | Da                 | Po pošti                 | 18                      | —            | 6 / 705  | 6 / 720  |
| Madžarska      | 9. junij      | 18              | Ne                 | Po pošti                 | 18                      | 5%           | 21 / 705 | 21 / 720 |
| Malta          | 8. junij      | 16              | Ne                 | —                        | 18                      | N/A          | 6 / 705  | 6 / 720  |
| Nemčija        | 9. junij      | 16              | Ne                 | Po pošti                 | 18                      | —            | 96 / 705 | 96 / 720 |
| Nizozemska     | 6. junij      | 18              | Ne                 | Po pošti Po pooblaščencu | 18                      | 3,2%         | 29 / 705 | 31 / 720 |
| Poljska        | 9. junij      | 18              | Ne                 | —                        | 21                      | 5%           | 52 / 705 | 53 / 720 |
| Portugalska    | 9. junij      | 18              | Ne                 | —                        | 18                      | —            | 21 / 705 | 21 / 720 |
| Romunija       | 9. junij      | 18              | Ne                 | —                        | 23                      | 5%           | 33 / 705 | 33 / 720 |
| Slovaška       | 8. junij      | 18              | Ne                 | —                        | 21                      | 5%           | 14 / 705 | 15 / 720 |
| Slovenija      | 9. junij      | 18              | Ne                 | Po pošti                 | 18                      | —            | 8 / 705  | 9 / 720  |
| Španija        | 9. junij      | 18              | Ne                 | Po pošti                 | 18                      | —            | 59 / 705 | 61 / 720 |
| Švedska        | 9. junij      | 18              | Ne                 | Po pošti                 | 18                      | 4%           | 21 / 705 | 21 / 720 |

## Glavni kandidati

### Sistem Spitzenkandidat
Pred volitvami v Evropski parlament leta 2014 je bil uveden nov neformalni sistem za izbiro predsednika Evropske komisije (pogovorno poznan kot sistem Spitzenkandidat), ki določa, da bo kandidat tiste strankarske skupine, ki bo pridobila največ sedežev (ali tista, ki bo uspela zagotoviti podporo večinske koalicije), postal predsednik Komisije. Ta sistem temelji na ideji, da bi predsednik Komisije moral biti nekdo, ki ga podpre večina v Evropskem parlamentu, in ne zgolj kandidat, ki ga predlagajo voditelji držav članic EU za zaprtimi vrati. Leta 2014 je bil kandidat največje skupine Jean-Claude Juncker na koncu nominiran in izvoljen za predsednika Komisije. Voditelji evropskih strank so si leta 2019 prizadevali ponovno uvesti sistem, pri čemer so izbrali glavne kandidate in organizirali televizijsko razpravo med temi kandidati. Po volitvah je bila za predsednico komisije izbrana nemška obrambna ministrica Ursula von der Leyen, čeprav pred volitvami ni kandidirala, medtem ko je bil Manfred Weber, vodilni kandidat EPP, ki je dobila največ sedežev, ni bil nominiran, saj ni uspel zagotoviti podpore nobene druge stranke. Po imenovanju predsednice Komisije, ki ni bil Spitzenkandidat, medtem ko so drugi zahtevali njegovo obnovitev na volitvah leta 2024.
Leta 2023 je več evropskih političnih strank napovedalo, da nameravajo nominirati glavnega kandidata za predsednika Evropske komisije za prihajajoče volitve. ECR (Zavezništvo konservativcev in reformistov v Evropi)  in ID (Stranka identitete in demokracije) sta to možnost zavrnili. To pomeni, da ti dve skupini ne bosta imenovali posebnega kandidata za predsednika Komisije.

### Pregled strankarskih kandidatov za predsednika Komisije v letu 2024
| Evropska politična stranka        | Evropska politična stranka        | Evropska politična stranka                                                                         | Skupina EP        | Glavni kandidat                      | Volilni program                    |
| --------------------------------- | --------------------------------- | -------------------------------------------------------------------------------------------------- | ----------------- | ------------------------------------ | ---------------------------------- |
|                                   | EPP                               | Evropska ljudska stranka European People's Party                                                   | Skupina EPP       | Ursula von der Leyen                 | "Our Europe"                       |
|                                   | PES                               | Stranka evropskih socialistov Party of European Socialists                                         | S&D               | Nicolas Schmit                       | "The Europe We Want"               |
|                                   | ALDE                              | Zavezništvo liberalcev in demokratov za Evropo Alliance of Liberals and Democrats for Europe Party | Renew             | Marie-Agnes Strack-Zimmermann        | “Your Europe, Your Freedom"        |
|                                   | EDP                               | Evropska demokratska stranka European Democratic Party                                             | Renew             | Sandro Gozi                          | "Reinventing Europe"               |
|                                   | EGP                               | Evropska zelena stranka European Green Party                                                       | Greens/EFA        | Bas Eickhout, Terry Reintke          | "Courage to Change"                |
|                                   | EFA                               | Evropska svobodna zveza European Free Alliance                                                     | Greens/EFA, ECR   | Maylis Roßberg, Raül Romeva          | "A Europe for All"                 |
|                                   | ID                                | Stranka identitete in demokracije Identity and Democracy Party                                     | ID                | Brez                                 | Brez                               |
|                                   | ECR                               | Zavezništvo konservativcev in reformistov v Evropi European Conservatives and Reformists Party     | ECR               | Brez                                 | "Party Manifesto"                  |
|                                   | PEL                               | Stranka evropske levice Party of the European Left                                                 | Levica            | Walter Baier                         | "Our Moment"                       |
|                                   | ECPM                              | Evropsko krščansko politično gibanje European Christian Political Movement                         | Skupina EPP , ECR | Valeriu Ghilețchi                    | "elevate. empower. engage."        |
| Stranke, neprepoznane s strani EU | Stranke, neprepoznane s strani EU | Stranke, neprepoznane s strani EU                                                                  | Skupina EP        | Glavni kandidat                      | Volilni program                    |
|                                   | PPEU                              | Evropska piratska stranka European Pirate Party                                                    | Greens/EFA        | Marcel Kolaja, Anja Hirschel         | "Common European Election Program" |
|                                   | Volt                              | Volt Evropa Volt Europa                                                                            | Greens/EFA        | Damian Boeselager, Sophie in 't Veld | "Electoral Moonshot Programme"     |
|                                   | DiEM25                            | Gibanje za demokracijo v Evropi 2025 Democracy in Europe Movement 2025                             | Brez              | Brez                                 | "What we are fighting for"         |

### Evropska ljudska stranka
Desnosredinska Evropska ljudska stranka (EPP) je imela kongres 6. in 7. marca 2024 v Bukarešti. Na njem so izvolili svojega glavnega kandidata in sprejeli volilni program.
19. februarja 2024 je Ursula von der Leyen napovedala kandidaturo za nov mandat. Na marčnem kongresu je bila izvoljena za vodilno kandidatko, s 400 glasovi delegatov za in 89 proti.

### Stranka evropskih socialistov
Levosredinska Stranka evropskih socialistov (PES) je imela kongres 2. marca 2024 v Rimu. Kandidati so potrebovali podporo devetih polnopravnih strank članic PES, nominacije pa so se zaključile 17. januarja. Na kongresu je bil za vodilnega strankarskega kandidata izbran Nicholas Schmit.

### Zavezništvo liberalcev in demokratov
Liberalno-demokratsko zavezništvo ALDE je imelo izredni kongres 20. in 21. marca 2024 v Bruslju. Na njem so izvolili svojega glavnega kandidata in sprejeli volilni program.

### Evropska demokratska stranka
Kongres EDS bo potekal 8. marca 2024 v Firencah.

### Evropska zelena stranka
Med 2. in 4. februarjem 2024 je v Lyonu potekal kongres Evropske zelene stranke (EGP). Za glavna kandidata sta bila izvoljena Terry Reintke in Bas Eickhout.

### Evropska svobodna zveza
Kongres Evropske svobodne zveze (EFA) se je odvil oktobra 2023, na njem pa sta bila za glavna kandidata stranke izbrana Maylis Roßberg in Raül Romeva.

### Evropska piratska stranka
Evropska piratska stranka je kongres izvedla januarja 2024 v Luksemburgu, za glavna kandidata sta bila nominirana Marcel Kolaja in Anja Hirschel.

### Volt Evropa
27. novembra je v Parizu potekal volilni kongres Volt Evrope, glavnih kandidatov pa stranka še ni izbrala.

### Stranka evropske levice
Kongres Stranke evropske levice (PEL) je potekal 24. in 25. februarja 2024 v Ljubljani, na njem so izbrali glavnega kandidata in potrdili volilni program. Za vodilnega kandidata je bil izvoljen Walter Baier, nekdanji predsednik Komunistične stranka Avstrije.

## Kampanja

### Prihodnost Ursule von der Leyen
Aktualna predsednica Evropske komisije je januarja 2024 sporočila, da bo odločitev o morebitni vnovični kandidaturi sporočila do 19. februarja. Do 21. februarja so v Evropski ljudski stranki prejeli le njeno kandidaturo, zato je postala edina kandidatka za nominirano glavno kandidatko stranke. Pogoji von der Leyen za sodelovanje z drugimi strankami so bili podpora EU, Natu, Ukrajini, demokraciji, evropskim vrednotam in vladavini prava. Slovenska ljudska stranka, članica ELS, se je na njeno kandidaturo odzvala z besedami, da von der Leyen ni njihova izbira, saj da se "pod njenim vodstvom Evropska komisija ni ustrezno odzvala na ključne izzive EU". Podporo sta ji prav tako odrekla evroposlanca iz vrst SDS, Romana Tomc in Milan Zver, ji pa je podporo izrekla Ljudmila Novak, evroposlanka iz vrst NSi. Glasovanje o njeni kandidaturi bo potekalo 7. marca na volilnem kongresu v Bukarešti. Izvoljena je bila za vodilno kandidatko, s 400 glasovi za in 89 proti. V nagovoru se je strankarskim kolegom za zaupanje in podporo ter dejala, da ji je v največjo čast služiti Evropski uniji.